# Gymnomyces pallidus
Gymnomyces pallidus är en svampart som beskrevs av Massee & Rodway 1898. Gymnomyces pallidus ingår i släktet Gymnomyces och familjen kremlor och riskor.   Inga underarter finns listade i Catalogue of Life.